# Dagi
| D46 | G1 | W11 · F21 | M17 |

| D46 | G1 | W11 · F21 | M17 |

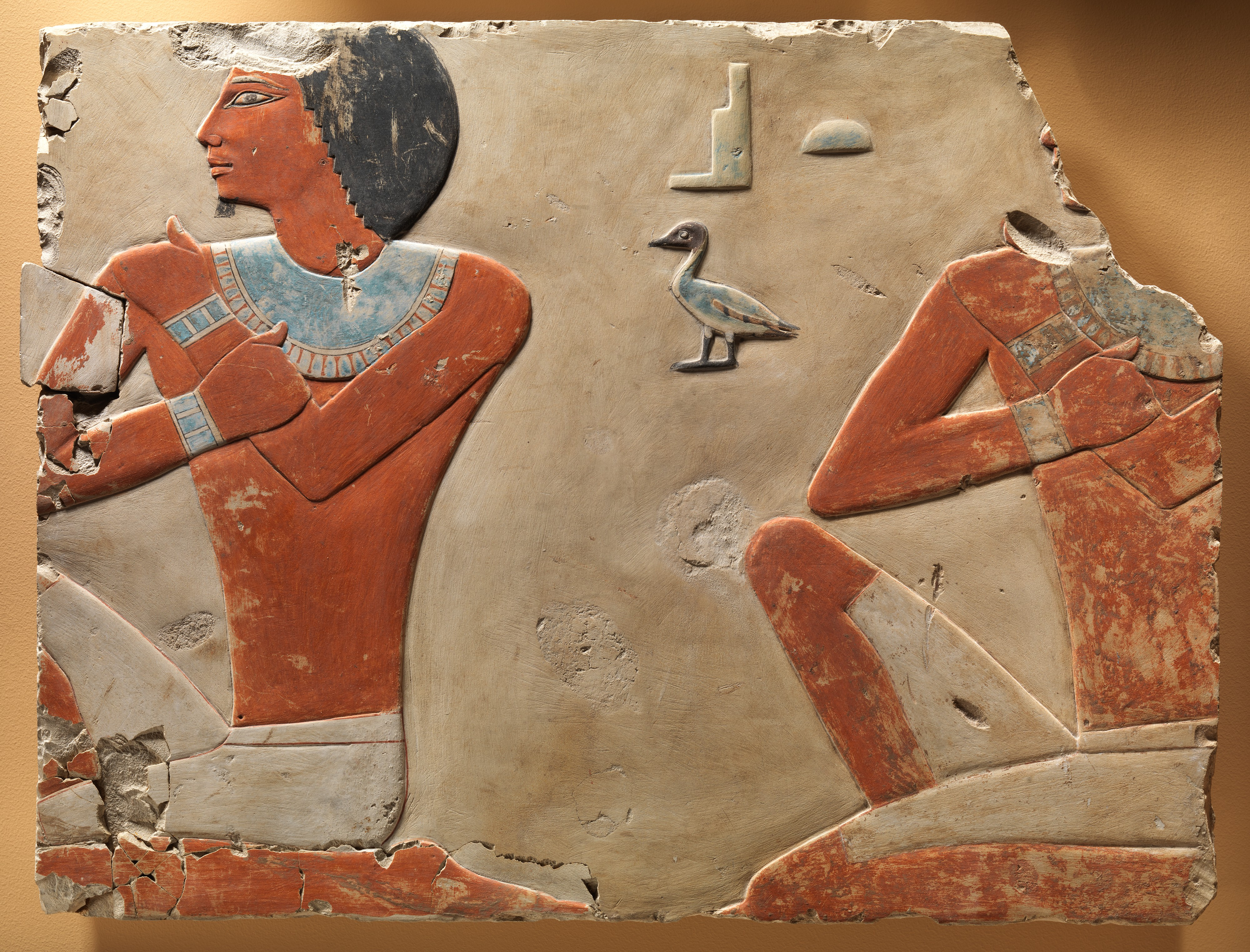
Relieve con dos funcionarios o hijos de Dagi (Metropolitan Museum, cat. MET DP322062).

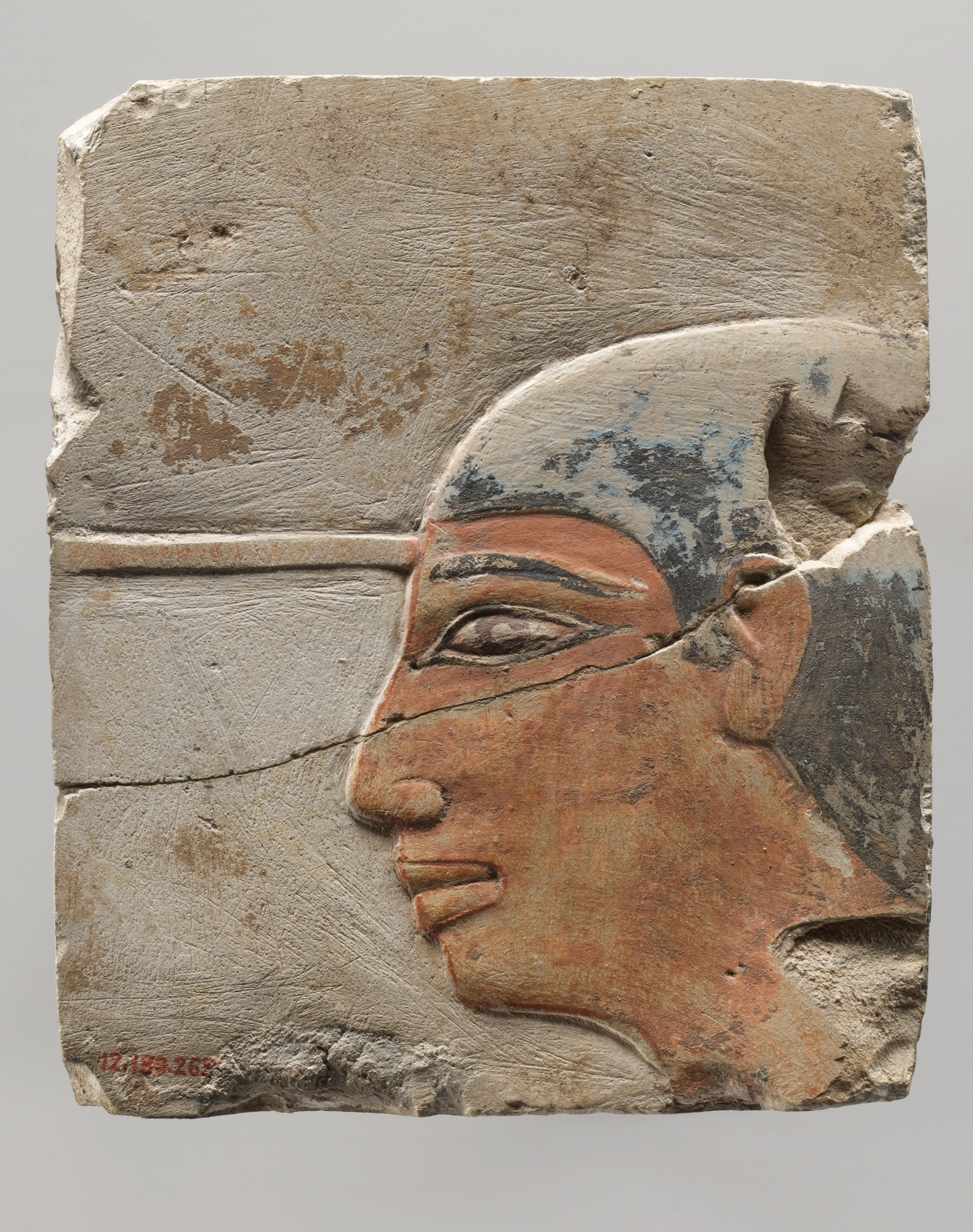
Fragmento de relieve de su tumba representando la cabeza de un escriba (cat. MET DP234726).

Dagi fue un gobernador de la ciudad y chaty de la XI dinastía durante el reinado de Mentuhotep II y probablemente bajo Mentuhotep III (XI dinastía, entre la segunda mitad del siglo XXI y comienzos del XX a. C.).

## Biografía
Dagi es, sobre todo, conocido por su tumba TT103 de Sheij Abd el-Qurna y por menciones en el Templo funerario de Mentuhotep II en Deir el-Bahari. Aparece por primera vez en el templo funerario como 'supervisor de la puerta', titulatura que también estaba inscrita en su sarcófago, además de "portador del sello real" y "compañero único". El sarcófago decorado, de piedra caliza, se encontró en la cámara funeraria de su tumba y ahora se encuentra en el Museo Egipcio de El Cairo. Desde este cargo fue ascendido a 'chaty'. También aparece en la tumba el nombre de su madre, o de su esposa: Maetnemti.
Su tumba probablemente fue ampliada después de esta promoción y fue decorada con relieves y pinturas murales. De los relieves solo se encontraron pequeños fragmentos mientras que se conservan restos sustanciales de pinturas. 
También aparece como chaty, junto a otro chaty, Bebi, en compañía del rey, en fragmentos del templo funerario de Deir el-Bahari, por lo que se evidencia de que tenía este cargo bajo Mentuhotep II. También aparece con los títulos de "alto oficial", "capataz de la ciudad de la pirámide", "dignatario de la corte" o "miembro de la elite". Adicionalmente, en los grafiti del uadi Shatt el-Rigal, aparece junto a otros miembros de la corte de Mentuhotep II y se le menciona como "supervisor de los seis grandes recintos, Dagi, nacido de Nemti".
Dentro de su carrera sacerdotal, aparece con los títulos de “sacerdote sem”, “sacerdote de Horus” o “padre del dios, amado del dios” o "sacerdote puro de los doscientos".
Aunque la determinación precisa de su mandato es incierta, Bebi probablemente ocupó el cargo de chaty antes que él. Dado que hasta la fecha no se conocen otros chatys en la corte real, serviría al final del reinado de Mentuhotep II y quizás también bajo su sucesor.